# FLOWER KNIGHT GIRL
『FLOWER KNIGHT GIRL』（フラワーナイトガール）は、YourGamesが開発しDMM GAMESより提供されているブラウザゲーム。2015年1月27日サービス開始。スマートフォンではアプリケーションソフトウェアとして2018年8月29日にリリース。略称は「花騎士（はなきし）」。

## 概要
「スプリングガーデン」という異世界でプレイヤーが騎士団長となり、配下の花騎士達を率いて世界の平和を脅かす害虫を倒していくロールプレイングゲーム。
パーソナルコンピュータで遊ぶ『X指定版』『全年齢版』（以上は「PC版」とも呼称される）・AndroidとiOSに対応した『スマートフォン版』の3つのバージョンがあり、全てのバージョンでセーブデータを共有している。『X指定版』には各花騎士との性的描写（例外在り）があり、『スマートフォン版』は女性キャラクターが肌の露出を抑えた姿に変更されている。漫画などのメディアミックスはPC版のキャラデザインで展開されている。
2021年11月、ゲームの運営がYourGamesからKMSに移管された。

## ストーリー
7本の巨大な花・世界花の力により、豊かな自然環境が保たれた世界、スプリングガーデン。人々は世界花の恩恵を受けて平和に暮らしていた。
しかし、外の世界から来た死にゆく世界の支配者の手により、7本ある世界花のうち1本は枯れ、その周辺の大地は荒廃。ともに暮らしていた虫たちは突如として人や自然に害をなす怪物・害虫と化し、この世界の脅威となった。これを迎え撃ったのは、世界花の加護を受けた女性たち・花騎士（フラワーナイト）と、のちに「勇者」と呼ばれることになる当時の騎士団長。花騎士たちは騎士団長の指揮の下に団結し、その身を賭けて害虫の進行拡大を阻止した。
そして激闘からおよそ1000年後、スプリングガーデンではいまだに害虫との戦いが終わることなく続いていた。そんな中、スプリングガーデンを構成する国のひとつ、ブロッサムヒルにひとりの新米騎士団長が着任する。彼の任務は、ある時は自身の矛となり、またある時は盾となる花騎士たちを束ね、彼女たちと共に害虫を倒し、スプリングガーデンを守ることである。
害虫はなぜ出現するのか？世界花とは何か？死にゆく世界の支配者の正体とは？さまざまな謎に遭遇しながら、騎士団長と花騎士たちはスプリングガーデンに住む人々を守り、害虫のいない世界の実現を目指して戦い続ける。

## ゲーム内容
この節で用いる用語はDMM当該ゲームページの「遊び方」に準拠する。

### 討伐
ゲームは花騎士を率いて害虫を討伐することで進行していく。最大5人のパーティを最大4組編成し、他のプレイヤーのパーティまたはステージにあらかじめ用意されたパーティを1つ選び、合計5パーティで開始する。
ダンジョンとステージを選び、スタートボタンを押すまでに、多くのステージでは5つのパーティのスタート地点を再設定することができる。スタートボタンを押して以後は、各パーティはメンバーの能力で決まる移動力、ステージ上に示された順路、パネル（マス目）の機能（分岐・ジャンプなど）に従ってゴールに向かう。害虫との戦闘時には光ゲージが貯まっていき、100パーセント以上蓄積すると極陽開放（ソーラードライブ）と呼ばれる全体攻撃を行うことができる。またパーティの損害が大きく、ステージをクリアできないと判断した場合は途中で退却を選択できる（退却した場合、消費スタミナは返還されるが、それまでに取得したアイテムは入手できない）。スタートするとステージ終了まではすべて自動的に進行する。

#### ノーマルダンジョン
害虫を退治しながら、スプリングガーデンや害虫にまつわる謎を花騎士たちとともに解き明かしていくメインストーリー。2020年4月までに第1章が任務49、第2章が任務9、第3章が任務1まで実装されており、ひとつの任務は5つのステージで構成される。1つのステージをクリアすると、次のステージがプレイできるようになる。いくつかの任務では、団長経験値が通常任務よりも多く獲得できるステージが設定されている。

#### スペシャルダンジョン
スペシャルダンジョンには、ゴールドやキャラクターの好感度を上げるアイテムが手に入る常設ダンジョン、曜日ごとにキャラ強化アイテムなどのさまざまな特典が得られる曜日ダンジョン、難易度が非常に高いがその分貴重な報酬も得られる極限任務、出身国の花騎士だけで組んだパーティで挑む国家防衛戦がある。この他に、期間限定で登場する緊急任務と呼ばれるイベントダンジョンがあり、月曜日の定期メンテナンス（月曜日が祝日の場合は火曜日）に実装され、およそ2週間の期間で実装される。緊急任務では任務ごとに課された各種ノルマをクリアすることで、イベント限定のキャラクターやアイテムを獲得することができる。緊急任務についてはおよそ半年後に期間限定の復刻任務として2週間ごとの木曜日に期間限定で復活し、さらに期間を置いてから再復刻任務として常設化される。2016年4月11日、第1回の緊急任務だった“滅びの都市ブレーメン”が再復刻されたのを皮切りに過去の緊急任務が再復刻任務として常設化されており、ゲームを始めてから日が浅いプレイヤーでも過去のイベント限定キャラを獲得することができるようになっている。

#### 限定ダンジョン
ノーマルダンジョンまたは一部のスペシャルダンジョンをクリアすると、一定確率でシークレットステージが出現し、一度だけ遊べるようになる。限定ダンジョンでは、キャラクターの強化アイテムやゴールドなどのアイテムが通常のステージよりもより多く獲得できる。

### レイドボス
ステージをクリアすると強力なレイドボスが出現することがある。レイドボスはシークレットステージ同様、ステージを終わったとき一定確率で出現するものと、緊急任務で得られるゲーム内アイテムを消費して（その任務に限定された）レイドボスを呼び出すものがある。レイドボスとの戦闘では、プレイヤーが所持するレイドポイントを消費する必要がある。レイドポイントは30分に1ポイント回復し、6ポイントまで貯めることができる。討伐開始時に1 - 3ポイントの中から使用ポイント数を選択すると、使用するポイントに応じて戦闘力が変化する（レイドポイントを2消費することで1消費した場合の3倍の攻撃力となり、3消費すると5倍の攻撃力となる）。倒しきれなかったレイドボスは、応援要請をすることによって他のプレイヤーも攻撃することが可能となり、最大50人のプレイヤーが攻撃に参加することができる。倒すことでゲーム内の各種アイテムを獲得することができる。

### 探索
探索ポイントを1ポイントを消費して、スタミナポイントやゲーム内のアイテムが得られる探索を行うことができる。探索ポイントは2時間に1ポイント回復し、最大3ポイントまで貯めることができる。

### 世界探索
2021年8月10日に実装された新しい探索。スプリングガーデン内（コダイバナを除く6つ）を推奨花騎士を自動編成して、探索ポイントを1ポイントを消費して、スタミナポイントやゲーム内のアイテムが得られる探索を行うことができる。花騎士や貴重なアイテムを得ることもできる。探索ポイントは4時間に1ポイント回復し、最大6ポイントまで貯めることができる。時間経過以外は世界探索専用蜜というアイテムでしか探索ポイントを回復できない。後に外の世界カレンサス3つが追加された。

### クジラ艇
2016年4月25日に実装された、特別な編成で行う討伐。通常より強力な巨大な古代害虫が出現する。5人編成のパーティを8組構成し、合計40人の花騎士が戦闘に参加する。40人の花騎士のパラメータ合計がクジラ艇の戦闘力となるため、ノーマルダンジョンなどで一度に必要とされるより多くの花騎士をレベリングしておかなければならない。また、40人のメンバーのうち同じ属性の花騎士を16人以上入れてパーティを構成するとクジラ艇がその属性を持つ形態に変化し、属性特有の攻撃を繰り出すようになる。クジラ艇は極陽開放（ソーラードライブ）に当たるホエイルカノンやその強化版のホエイルカノンバーストを使用できる。

## 課金システム
課金アイテムは、原則として消費することで各種ポイントの回復、キャラクターやアイテム所持枠の拡大、各種ガチャを行うことができる華霊石と、庭園機能において設置するオブジェクトや背景を購入する際に必要となるスゴウデ庭師への依頼状の2種類である。

## ガチャ
華霊石を消費することで新規キャラクターなどの特定キャラクターの出現率をアップしたキャンペーンガチャ、同じく華霊石を消費し、これまで実装された高レアリティキャラクターが出現するプレミアムガチャ、DMMポイント（スマートフォン版の場合は同ポイント相当の金額）を消費することでさまざまな特典を得ることができる限定ガチャ、ダンジョンやログインボーナスなどで獲得できるガチャ種を消費して行うノーマルガチャの4種類がある。
キャンペーンガチャやプレミアムガチャについては1日1回、華霊石の代わりにDMMポイントを消費することでガチャを回すことができる。

## レベルアップ
花騎士については戦闘による経験値の蓄積はなく、花騎士同士や強化合成専用のキャラクターを使用して強化合成を行うことによってレベルアップする。討伐をクリアすると団長経験値を得ることができ、一定の経験値が貯まると団長レベルが上がる。団長レベルが上がるとスタミナが増加し、より多くの討伐を行うことができるようになる。
進化
花騎士が一定のレベルに到達することを条件として、進化専用のアイテムとゴールドを消費することによって花騎士をより強力にすること。花騎士のグラフィックが変化し、能力も変化する。
開花
レアリティが☆5および☆6の花騎士が進化後に一定のレベルに到達することを条件として、開花専用のアイテムとゴールドを消費することによってさらに花騎士を強力にすること。能力がさらに変化して強力な能力を獲得するほか、一部の花騎士ではグラフィックも進化後からさらに変化する。
昇華
2018年に実装。レアリティが☆2から☆5までの特定の花騎士を対象として、専用のアイテムとゴールドを消費することで、その花騎士に☆6相当の能力を持たせること。グラフィックは変化しないが、能力は☆6相当の強力な能力へ変更となる。

## 主要登場人物
団長
主人公であり、プレイヤー自身。ブロッサムヒルに着任したばかりの新米騎士団長の青年。語り部的な存在でもあり、一人称は「自分」。
実は英雄の子孫であるらしい。
ナズナ
団長の補佐を務める少女。後に戦闘や進化・開花を行わないトップページのお気に入りキャラクターに設定できる「団長補佐ナズナ」が追加された。「団長補佐ナズナ」は花騎士以上にスキン（衣装）が多数存在する。
花騎士ではないため戦う力は持っていないが、ナズナの名とそれをモチーフにした衣装やアクセサリーを身に着けている。七草乙女団の一員で、その出自には謎の部分がある。
TwitterでのゲームのPRや各種告知も担当する。
妹である告知担当の「おさナズ」がいる。
スコップ
「リリィウッド所属の文官スコップちゃん」と自称する少女。ミズウォルム討伐戦以降、各所で団長のサポートを行う。
その正体はディープ・レコードの調査員。かつては「ポトス」という名の花騎士だったが、世界の未来に希望を見出せなくなり花騎士を辞めていた。「スコップ」という名はコードネームのようなもの。
後のイベントで花騎士に復帰し、ポトスとして再び戦う決意をする。
死にゆく世界の支配者
害虫を生み出し、スプリングガーデンの平和を脅かす全ての元凶。巨大な黒い目玉のような姿をしている。
その正体は「アグレッサ」と呼ばれる存在だが、人間かどうかを含めて詳細については不明である。

## 用語
スプリングガーデン
7本の世界花の力により繁栄する花の世界。
ワールドマップでは、リリィウッドを中心にして他の6国が周囲を取り囲む形になっており、それぞれの世界花を中心として国家が築かれている。国家ごとに環境が大きく異なっており、一応春夏秋冬はあるが大きな季節の移ろいはない。文化は地球と似ている部分があり、正月やバレンタインデー・クリスマスなども存在する。
現在は6本の世界花により枯れた世界花からの悪影響を抑えつつ、なんとか命溢れる美しい環境を保っている。
世界花（せかいばな）
スプリングガーデンを形成する各国に1本ずつ咲いている非常に巨大な花で、大陸を維持する力の源。花騎士に力と加護を与えたり、討伐した害虫の遺骸を浄化したりするなどの効力を持つが、その実態については謎の部分が多い。各国の世界花はリリィウッドの地下深くで繋がっており、「根源（こんげん）の世界花」と呼ばれる空間を形成している。
ブロッサムヒル
スプリングガーデンの北東部、知徳の世界花・ブロッサムヒルを中心にして栄える、スプリングガーデンを構成する国家群の中でも最大級の都市国家。花騎士発祥の地と言われ、世界最初の花騎士の名を冠した、花騎士を養成するためのフォス騎士団学校が置かれている。
リリィウッド
スプリングガーデンの中央部、深い森の世界花・リリィウッドを中心にして栄える、大樹の森と湖に囲まれた国家。スプリングガーデンの国家群の中でも古い歴史を誇る国家で、儀礼やしきたりを重んじる風潮がある。女王の他に元老院が国政を取り仕切っているが、しきたりを重んじるあまりに議決が遅々として進まない問題点も抱えている。
バナナオーシャン
スプリングガーデンの南部、常夏の世界花・バナナオーシャンを中心にして栄える、海と太陽の恵み豊かなスプリングガーデン有数のリゾート国家。苦難すらも楽しんでしまおうという非常に陽気な国民性で、年中何かしらの祭りが開催される。リゾートが非常に有名だが、交通手段に関する技術水準はスプリングガーデンでも群を抜いており、気球や飛行船などの移動手段が実用化されている。そのためクジラ艇の開発はこの地で行われ、運用のための基地も置かれている。
ベルガモットバレー
スプリングガーデンの北西部、風谷の世界花・ベルガモットバレーを中心にして栄える国家で、平らなところがほとんどない急峻な渓谷地帯に所在する。技術レベルが非常に高い。
桃源郷（とうげんきょう）
ベルガモットバレー領内にある温泉を備えた保養地であり、一大歓楽街。各地からさまざまな事情を抱える女性たちを受け入れる駆け込み寺的な場所でもある。ベルガモットバレーはおろか、いかなる国の支配も受けない自治領であり、花騎士で構成され各国家における騎士団と同等の力を持つ自警団によって守られている。
ウィンターローズ
スプリングガーデンの北部、雪原の世界花・ウィンターローズを中心にして栄える、一年中雪と氷に囲まれた国家。生活するには非常に厳しい環境だが、人々の生活圏は世界花が生成する結界によって快適に守られている。幻想的な雪景色を利用した観光にも力を入れている。
ロータスレイク
スプリングガーデンの南東部、湖畔の世界花・ロータスレイクを中心にして栄える国家。国土の大半が湖や湿地帯に覆われており、人々は水上の巨大な蓮の葉の上と水中に町を築いて生活している。近年まで他国との交流が全くなく、その実態は謎に包まれていたが、新しい女王のもと開国後は他国との積極的な交流を展開している。
コダイバナ（枯れた世界花）
スプリングガーデンの南西部に位置する、1000年前に初めて害虫が確認された地域。かつてはここにも世界花が咲いていたが、害虫によって枯れてしまったことで大地も空気も汚染され、生物が住むことができない環境となってしまった。現在は害虫の根城と化しているが、細々とではあるものの大地を再生させる研究も進められている。マップでは「枯れた世界花」と表示される。
花騎士（フラワーナイト）
女性しか受けることができない“世界花の加護”を授かった女戦士。基本的には騎士学校で厳しい訓練を受け、認められた者だけが花騎士となれる。あくまで“花の名前と特徴を持つ女性たち”であり萌え擬人化ではない（少なくとも作品上は）。また、中にはゼンマイなど花ではない植物や、エリンギ・シイタケのように植物ですらない者もいる。名乗るものを想起させる意匠がキャラクターのデザイン内各所にちりばめられており、常人とは比較にならない戦闘力を有する。
危険な職業だが、スプリングガーデンを守る英雄的存在として人々の憧れとなっている。「騎士（ナイト）」とはいうがその実態は一介の市民から商人・貴族・異世界からの来訪者・忍者・海賊・怪盗、果ては一国の女王など多岐にわたり、中には獣の耳や尻尾・角を持っているなど普通の人間とは外見的に異なる者もいる。武器も剣や弓・杖・鎌・日本刀・銃、変わったところでは薬箱や釣り竿など花騎士によってさまざまである。
世界花の加護により多様な能力を発揮し、個人差はあるが気候への順応力も向上している。雪の中で露出度の高い姿をしていても平然としている花騎士がいるのはこのためである。
キャラクターとしては星の数で示される☆1 - ☆6の6段階のレアリティがあるが、☆1は強化や進化合成専用のキャラクター（経験値妖精・進化竜）に限られており、花騎士は存在しない。
ゲーム内で討伐などで得られるガチャ種によりノーマルガチャが引けるが、これによって得られるのは☆4のキャラクターまでである。プレミアムガチャでは☆3以上の（強化専用ではない）キャラクターが必ず出るが、☆6の出現確率は通常時0.5パーセント、☆5は通常時6パーセントとゲーム内で表示されている。緊急任務が新たに実装されるたびに☆5☆6キャラは追加され続けており、追加キャラクターの出現率をアップさせたガチャやある特定キャラクターの出現率がアップしたガチャなどの限定ガチャが常に数種類オファーされている。
緊急任務の度に、イベント限定の☆5キャラクターが報酬として新規で1人用意される。
七草乙女団（ななくさおとめだん）
春の七草で構成される一団。7人全員が幼馴染であり、ナズナ以外は花騎士である。
ディープ・レコード
スプリングガーデンの謎の究明のためにあらゆる事象を記録・保存することを目的とする、リリィウッドの王立情報機関。メンバーにはポトスのように花騎士を兼務している者も多いが、ほとんどの場合スコップなどの組織内の通り名で呼称される。
眠り姫
ロータスレイクに伝承として古くから伝わる姫で、かつてのロータスレイクの女王。
その正体は花騎士ネムノキである。
ネライダ
ロータスレイクの秘密機関で、眠り姫の守護と解呪を目的とする組織。正式名称は“王立聖護湖機関ネライダ”。
害虫
花騎士が主に戦う相手。元々は益虫としてスプリングガーデンで人と共存していた虫たちだが、1000年ほど前に現れた死にゆく世界の支配者の仕業により、自然を侵食し人を襲うように変えられた存在。基本的に人よりも大きい。
多くの場合冗談のような姿と名称である（実際作中でも花騎士から「真面目にやれ！」といった旨の突っ込みを入れられている）。
古代害虫
害虫の中でも非常に大型かつ強力な個体の総称で、1000年前にスプリングガーデンを滅亡の一歩手前まで追い込んだ存在。
過去の花騎士と勇者、そして七賢人の活躍によって封印されたが、時を経て復活するものが現れている。
伝説の3大害虫
古代害虫よりも遥かに大きくて強大な3匹の害虫。
元々は「守護神蟲」という益虫であり、加えて倒しきってしまうと膨大な瘴気を出す恐れがあったため世界花の力によって長い間封印されていた。
古代害虫同様復活し戦うことになるも、団長たちの活躍によって無事守護神蟲に戻った。
ナイドホグル
“千の足を持つ”とされるムカデ型の害虫。ウィンターローズに封印されていた。三大決戦の『炎熱と宵闇の化身』に登場する。
その巨体は国を跨ぐほど長い。
ニーズヘッグがモデル。
ミズウォルム
“千の頭を持つ”とされるミミズ型の害虫。リリィウッドに封印されていた。三大決戦の『不滅と黄昏の支配者』 に登場する。
実は無数のミズウォルムが寄り集まってあたかも1匹の巨大な害虫のようにふるまっている、いわゆる群体である。
ヨルムンガンドがモデル。
フラスベルグ
“千の翼を持つ”とされるガ型の害虫。ベルガモットバレーに封印されていた。三大決戦の『天雷と暁の王』に登場する。
放電能力を持ち、ナイドホグルとは仲が悪い。
フレースヴェルグがモデル。
クジラ艇
対古代害虫用に作られた大型の戦闘飛行艇。その名の通り鯨のデザインをしており、上部にある数基のプロペラをヘリコプターのように推進力としている。
ホエイルカノンと言った強力な重火器を搭載しており、ホウセンカやガンライコウら一部の花騎士から気に入られている。
一見花とは関係無いようだが、実はアブラナ科に鯨草がある。
スワン艇
その名の通りハクチョウのデザインをした小型の飛行艇。一応武装はあるらしく、イベントによってはナズナが掩護射撃をしてくれる。
水族艦
クジラ艇をサポートするために作られた小型の戦闘飛行艇。マンタ艇、カジキ艇、ロブスター艇、チョウチンアンコウ艇、ダツ艇が実装されている。
名称は水族館から。
古代の七賢人
千年前の世界において、国家の平定や害虫との戦いに非凡な才を発揮した者たち。スプリングガーデン各国に一人ずつ伝承されている。
フォス
ブロッサムヒルの賢人。後に「勇者」と呼ばれた騎士団長のパートナーにして、スプリングガーデンに現れた最初の花騎士。
エダ
リリィウッドの賢人。世界に関する秘密やさまざまな事象を膨大な冊数の書物に書き残す。それらの書物は魔力によって守られた秘密の書庫で現代にまで伝えられている。
キルク
バナナオーシャンの賢人。非常に強い力を持った魔女で、現在でも信望者がいる。
スイバチ
ベルガモットバレーの賢人。害虫との戦いから逃れるために天空に浮かぶ大陸“蓬莱花”を建造する。
ダイン
ウィンターローズの賢人。優秀な封印術の使い手であり、その手法は現在にも活かされる。
ラエヴァ
ロータスレイクの賢人。眠り姫の補佐役としてロータスレイクの政治を取り仕切った。
アクアシャドウの生みの親であり、特殊任務“水影（みずかげ）の騎士”における黒幕。実は自身をアクアシャドウ化して生き永らえており、団長たちと対立するもそれがきっかけで眠り姫が目覚めることとなる。最後は魂を封印され、団長にネムノキを託して敗れた。
アクアシャドウ
ラエヴァによって生み出された、花騎士のコピー体。元々は「水影の騎士」と呼ばれ、花騎士を補完する存在として作られた。水でできており、水に花騎士の力と意志を与えることで作成される。
ウォダン
コダイバナの賢人。何らかの理由により、自らコダイバナの王となる。
ケンザン
ベルガモットバレー出身の天才発明家。クジラ艇の基礎設計やカラクリ城の建造など、有用なものから役に立たないものまで数多の発明品を世に送り出している。
実はケンザンとは特定の個人ではなく、ある一族で代々密かに受け継がれてきた由緒ある称号であり、現在はガンライコウが受け継いでいる。
名称は生け花に使う「剣山留め」という花留めから。

## 受賞歴
- 2015年9月4日 - 『ゲームキャラクター総選挙2015』で、ナズナが準グランプリを、本作が「ファンタジー部門」で優秀賞を受賞[4]。
- 2016年1月29日 - 『WebMoney Award 2015』で、BEST ROOKIEを受賞[5]。
- 2016年8月25日 - 『ゲームキャラクター総選挙2016』で、ナズナがグランプリを受賞[6]。
- 2017年1月26日 - 『WebMoney Award 2016』で、BEST GRAPHIC＆OPERATIONを受賞[7]。
- 2017年12月26日 - 『WebMoney Award 2017』で、SEMI GRAND PRIXを受賞[8]
- 2019年01月31日 - 『WebMoney Award 2018』の「オンラインゲーム部門」で、第3位を受賞[9]

## メディアミックス

### 小説
- 『フラワーナイトガール -リュウゼツランの咲く夜に-』 - 是鐘リュウジ（著）　有河サトル（イラスト）　KADOKAWA/エンターブレイン（ファミ通文庫刊）　2015年10月30日発売
- 『フラワーナイトガール -雪降る町のトリカブト-』 - 是鐘リュウジ（著）　有河サトル（イラスト）　KADOKAWA/エンターブレイン（ファミ通文庫刊）　2016年2月29日発売
- 『フラワーナイトガール -ネリネと常夏の楽園都市-』 - 是鐘リュウジ（著）　有河サトル（イラスト）　KADOKAWA/エンターブレイン（ファミ通文庫刊）　2016年6月30日発売
- 『フラワーナイトガール エピソードコレクション』 - KADOKAWA/エンターブレイン（ファミ通文庫刊）　2016年7月30日発売
- 『フラワーナイトガール -ペポと風谷の財宝伝説-』 - 是鐘リュウジ（著）　有河サトル（イラスト）　KADOKAWA/エンターブレイン（ファミ通文庫刊）　2016年10月28日発売
- 『フラワーナイトガール -騎士学校にオナモミ王女の革命を！-』 - 是鐘リュウジ（著）　有河サトル（イラスト）　KADOKAWA/エンターブレイン（ファミ通文庫刊）　2017年2月28日発売
- 『フラワーナイトガール エピソードコレクション2』 - KADOKAWA/エンターブレイン（ファミ通文庫刊）　2017年2月28日発売

### 漫画
- 『フラワーナイトガール 電撃コミックアンソロジー』 - DMMゲームズ＆株式会社YourGames（監修）　KADOKAWA/アスキー・メディアワークス（電撃コミックスEX）　2016年4月26日発売
- 『フラワーナイトガール -prequel-』 - SASAYUKi（作画）　後藤克也（脚本）　KADOKAWA/エンターブレイン（コミッククリア）　1巻2017年4月15日発売・2巻2017年12月15日発売[10]

### 設定資料集
- 『『フラワーナイトガール』キャラクターコレクション』 - テックジャイアン編集部（編）　KADOKAWA/エンターブレイン（TECHGIAN STYLE）　2016年3月25日発売
- 『フラワーナイトガール　ワールド＆キャラクターガイド』 - KADOKAWA/エンターブレイン　2017年03月30日発売

### 音楽CD
- 『運命ひらり』 - 歌：川西ゆうこ　TWOFIVE RECORDS　2015年10月28日発売

→ 主題歌「運命ひらり」、イメージソング「truth」を収録
- 『Fightress』 - 歌：川西ゆうこ　TWOFIVE RECORDS　2016年8月17日発売

→ 主題歌「PROELIUM」を収録
- 『bouquet』 - 歌：川西ゆうこ　TWOFIVE RECORDS　2018年7月25日発売

→ 主題歌「夢に舞う」、第2部オープニングテーマ曲「爛漫と絢爛」を収録